# Région d'Olomouc
La région d'Olomouc (en tchèque : Olomoucký kraj) est une des 14 régions de la Tchéquie. Elle est située au centre de la Moravie et à l'ouest de la Silésie. Sa capitale administrative est la ville d'Olomouc.

## Administration
La région compte cinq districts (en tchèque : okres), qui portent le nom de leur chef-lieu :
- district de Jeseník
- district d'Olomouc
- district de Přerov
- district de Prostějov
- district de Šumperk

## Principales villes
Population des principales communes de la région au 1er janvier 2025 et évolution depuis le 1er janvier 2024 :
| Olomouc           | district d'Olomouc    | 103 063 | en augmentation |
| Prostějov         | district de Prostějov | 43 408  | en diminution   |
| Přerov            | district de Přerov    | 40 906  | en diminution   |
| Šumperk           | district de Šumperk   | 24 735  | en diminution   |
| Hranice           | district de Přerov    | 17 969  | en diminution   |
| Zábřeh            | district de Šumperk   | 13 320  | en diminution   |
| Šternberk         | district d'Olomouc    | 13 239  | en diminution   |
| Uničov            | district d'Olomouc    | 11 237  | en augmentation |
| Jeseník           | district de Jeseník   | 10 456  | en diminution   |
| Mohelnice         | district de Šumperk   | 9 782   | en augmentation |
| Litovel           | district d'Olomouc    | 9 510   | en diminution   |
| Lipník nad Bečvou | district de Přerov    | 7 955   | en stagnation   |
| Kojetín           | district de Přerov    | 5 748   | en diminution   |